# Comuna Malojenivka, Ielaneț
Malojenivka (în ucraineană Маложенівка) este o comună în raionul Ielaneț, regiunea Mîkolaiiv, Ucraina, formată din satele Bohodarivka, Kameanka, Malojenivka (reședința) și Veselîi Podil.

## Demografie
Componența lingvistică a comunei Malojenivka
     Ucraineană (89,92%)
     Rusă (5,68%)
     Română (2,79%)
Conform recensământului din 2001, majoritatea populației comunei Malojenivka era vorbitoare de ucraineană (89,92%), existând în minoritate și vorbitori de rusă (5,68%) și română (2,79%).